# Cronica din Travnik
Cronica din Travnik, altă versiune Cronică din Travnik, (în sârbă Травничка хроника, cu alfabetul latin: Travnicika hronika) este un roman din 1945 al scriitorului iugoslav Ivo Andrić.